# Embranquecimento prematuro dos cabelos
O embranquecimento prematuro dos cabelos, também conhecido como canície, é uma condição na qual o cabelo grisalho aparece de forma precoce e pode ter efeitos negativos na aparência, confiança, auto-estima e aceitação social do indivíduo afetado. Considera-se "precoce" quando o cabelo grisalho aparece antes dos 20 anos nos europeus, antes dos 25 anos nos asiáticos e antes dos 30 anos nos africanos. 

## Causa
A causa do envelhecimento não é completamente compreendida. É um processo multifatorial complexo, considerado principalmente como uma interação de fatores nutricionais, genéticos e ambientais.
Quando estresse causa uma ativação exagerada do sistema nervoso simpático, há aumento dos níveis de noradrenalina que atingem os  folículos capilares. O excesso de estímulo leva ao esgotamento dos e células-tronco necessárias para a produção de melanócitos, o tipo celular responsável pela cor do cabelo.
Deficiências nutricionais como deficiência de vitamina B12, deficiência severa de ferro, perda crônica de proteínas e deficiência de cobre são freqüentemente encontradas associadas ao envelhecimento prematuro dos cabelos. Outros fatores que foram relacionador a condição são níveis baxos no sangue de ferritina, cálcio e vitamina D3 baixos.  
O envelhecimento prematuro dos cabelos foi observado com maior frequência em certas famílias, sugerindo uma predisposição genética para a condição. Como a pigmentação do cabelo é o resultado de uma interação complexa entre vários fatores genéticos, acredita-se que o envelhecimento prematuro pode ser devido ao esgotamento da capacidade dos melanócitos de produzir pigmentação do cabelo.  A canície prematura pode ocorrer isoladamente como uma condição autossômica dominante ou em associação com várias síndromes de envelhecimento prematuro ou autoimunes. A síndrome de Down (trissomia do 21) é caracterizada por características de envelhecimento acelerado, incluindo envelhecimento prematuro do cabelo e reparo deficiente do DNA.  O envelhecimento prematuro precisa ser diferenciado de vários distúrbios capilares hipomelanóticos genéticos.
O tabagismo é outro fator considerado relacionado ao envelhecimento prematuro dos cabelos. Fumar resulta na geração de uma grande quantidade de espécies reativas de oxigênio, levando ao aumento do estresse oxidativo, culminando em danos às células produtoras de melanina, os melanócitos.   A exposição prolongada aos raios ultravioleta é considerada o início de processos semelhantes nos folículos capilares, resultando no envelhecimento prematuro do cabelo.

## Tratamento
Se a causa for devido à interrupção das células-tronco dos melanócitos durante os ciclos de crescimento devido ao estresse ou doença, o uso da fotobiomodulação para o rejuvenescimento celular pode reverter o processo. 

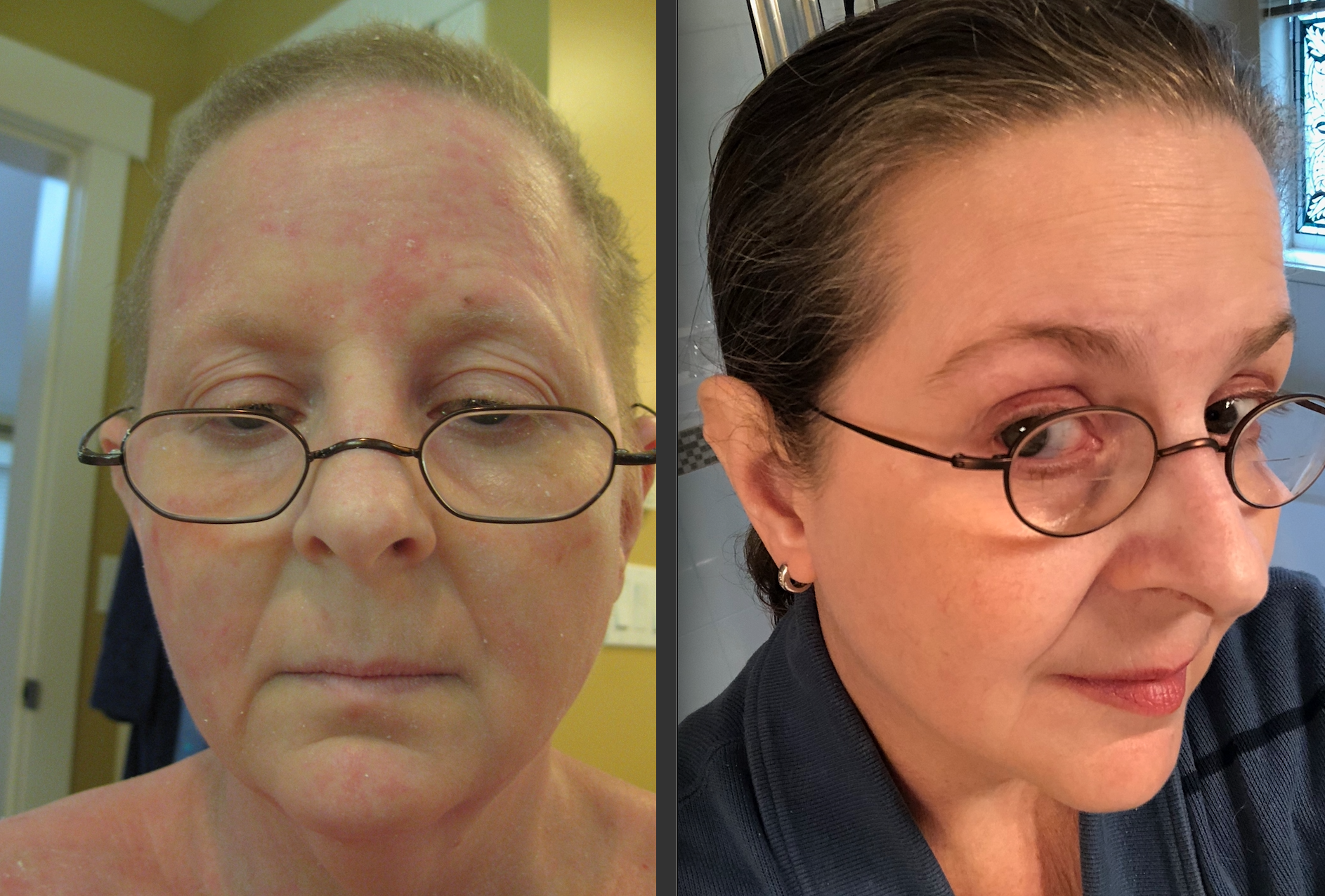
Depleção de melanócitos por doença revertida com fotobiomodulação.

Compostos tópicos que estão atualmente sob estudo  incluem compostos fotoprotetores, suplementação oral com l-cistina e l-metionina e melatonina tópica. 